# 草弄蝶屬
草弄蝶屬（學名：Croitana）是弄蝶科弄蝶亞科中的一個屬。物種分佈於澳大利亞。

## 物種
- 艾斯草弄蝶 Croitana aestiva E.D. Edwards, 1979
- 內陸草弄蝶 Croitana arenaria E.D. Edwards, 1979
- 草弄蝶 Croitana croites Hewitson, 1874